# Magdalena z Hohensteinu
(Marie) Magdalena z Hohensteinu (narozena mezi roky 1624–1626, zemřela okolo roku 1661), kněžna z rodu Piastovců a baronka z Hohensteinu. Byla dcerou posledního těšínského knížete z rodu Piastovců – Fridricha Viléma Těšínského (9. listopad 1601 – 19. srpen 1625, Kolín nad Rýnem, Německo), který vládl od roku 1617 do roku 1625, a neznámé měšťanky z Těšína.

## Život
Narodila se v posledním roce života svého otce, nebo až po jeho smrti. Byla křtěná jako Marie Magdaléna, toto jméno se dávalo obvykle dcerám narozených z církví neposvěcených svazků. Byla schovankou své tety Alžběta Lukrécie Těšínská (1559–1653), která se postarala o její vzdělání a výchovu. Díky její výchově a péči ji císař Ferdinand III. Habsburský dne 12. dubna 1640 legitimizoval jako Magdalénu. O měsíc později 8. května 1640 ji udělil titul baronky a přídomek z Hohensteinu. Dne 16. května 1640 jí bylo do pozemkových knih zapsáno držení panství Hohenstein. O celé události písemně informoval princ Karel Eusebius z Lichtenštejna Alžbětu Lukrécii Těšínskou, listem sepsaným ve Vratislavi dne 6. července 1640. Dne 10. července 1640 je o tomto informován také hejtman Krnovského knížectví a je mu doručen patřičný rodokmen.
Ve stejný den byl tento přídomek udělen také Václavu Gottfriedu, nemanželskému synovi Adama Václava Těšínského (1574–1617) a šlechtičnou Markétou Kostlachównou (okolo roku 1584 – 3. leden 1617, Těšín), někdy je psána také jako Koschlieg, Koslig, Kosslig a Koschlinger, tou dobou již zesnulou. C. a k. archív ve Vratislavi má k nemanželským dětem posledních piastovský knížat poznámku: "Unächte Kinder des Herzog!", tedy: "Nechtěné děti vévody!"

## Manželství
Magdaléna byla dvakrát vdaná. První sňatek byl uzavřen v roce 1643 v Těšíně, za přičinění její tety Alžběty Lukrécie Těšínské. Její manžel byl dvorský maršálek Kašpar (Kasper) Tluk z Tošanovic. Rod Tluků z Tošanovic se ve Slezsku vyskytuje od první poloviny 15. století.
Po smrti prvního manžela, se provdala za Bernarda Rudzkého z Rudz (Rudze, Polsko) a na Rudicích (obec Rudice, dnes Rudzica, Polsko). Sňatek byl uzavřen 11. června 1659 v Těšíně. V roce 1661 se narodila dcera Eva Dorota.
Otcem Bernarda byl Mikuláš starší II. Rudzký z Rudz († 1658) a na Velkých Horkách (Górki Wielkie, Polsko), Chotěbuzi a Lhotě (Zpupná Lhota). Zemřel 14. května 1658, byl pohřben v Těšíně, jeho náhrobník  je k vidění v kostele sv. Maří Magdaleny.

## Šlechtický titul
Udělený šlechtický titul baronky byl omezený, tedy bez práva nabývat statky.
V originále je psána jako Freiin von und zu Hohenstein.

## Erb
Baronce byl přidělen erb, který lze popsat takto: Modrý štít se zlatým korunovaným orlem, hlava je otočena na pravou stranu, orel je bez pravého křídla, s otevřeným zobákem a červeným jazykem, jeho hruď je probodnuta bílým šípem zleva doprava směrem nahoru, z rány stříká krev. Nad štítem je červená knížecí korunka. V klenotu je koruna, nad ní je orel, který je reverzně otočen oproti orlovi se štítu. Přikryvadla zlato-modrá.
Jde o erb, který je podobný knížecímu erbu vévodů z Horního Slezska, který lze popsat takto: korunovaný zlatý orel na modrém štítě, se samotným pravým křídlem. Tím je zde naznačen úmysl vyjádřit nelegitimní sestup.